# Microlepia strigosa
Microlepia strigosa là một loài thực vật có mạch trong họ Dennstaedtiaceae. Loài này được (Thunb.) C. Presl miêu tả khoa học đầu tiên năm 1851.

## Hình ảnh

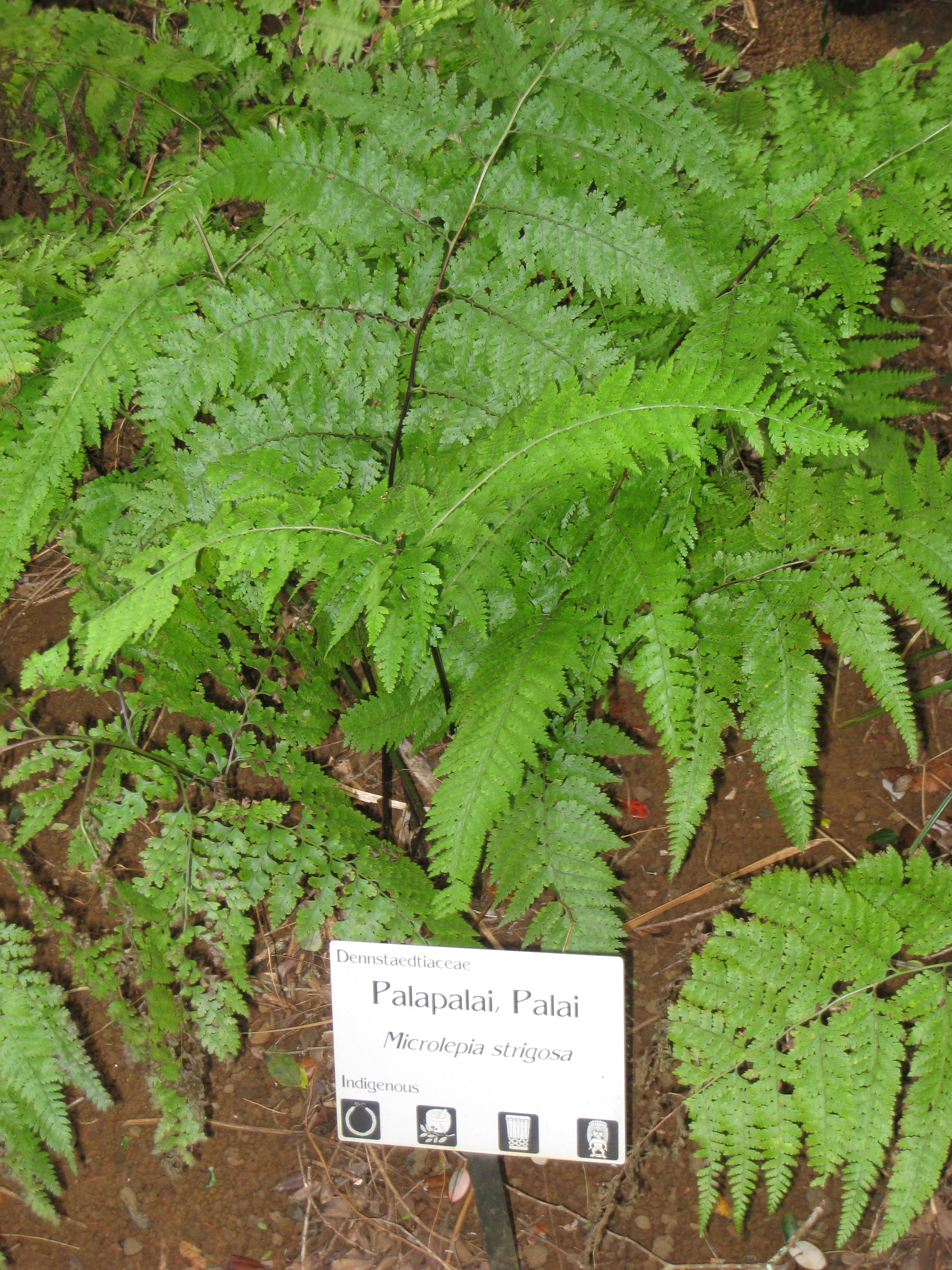
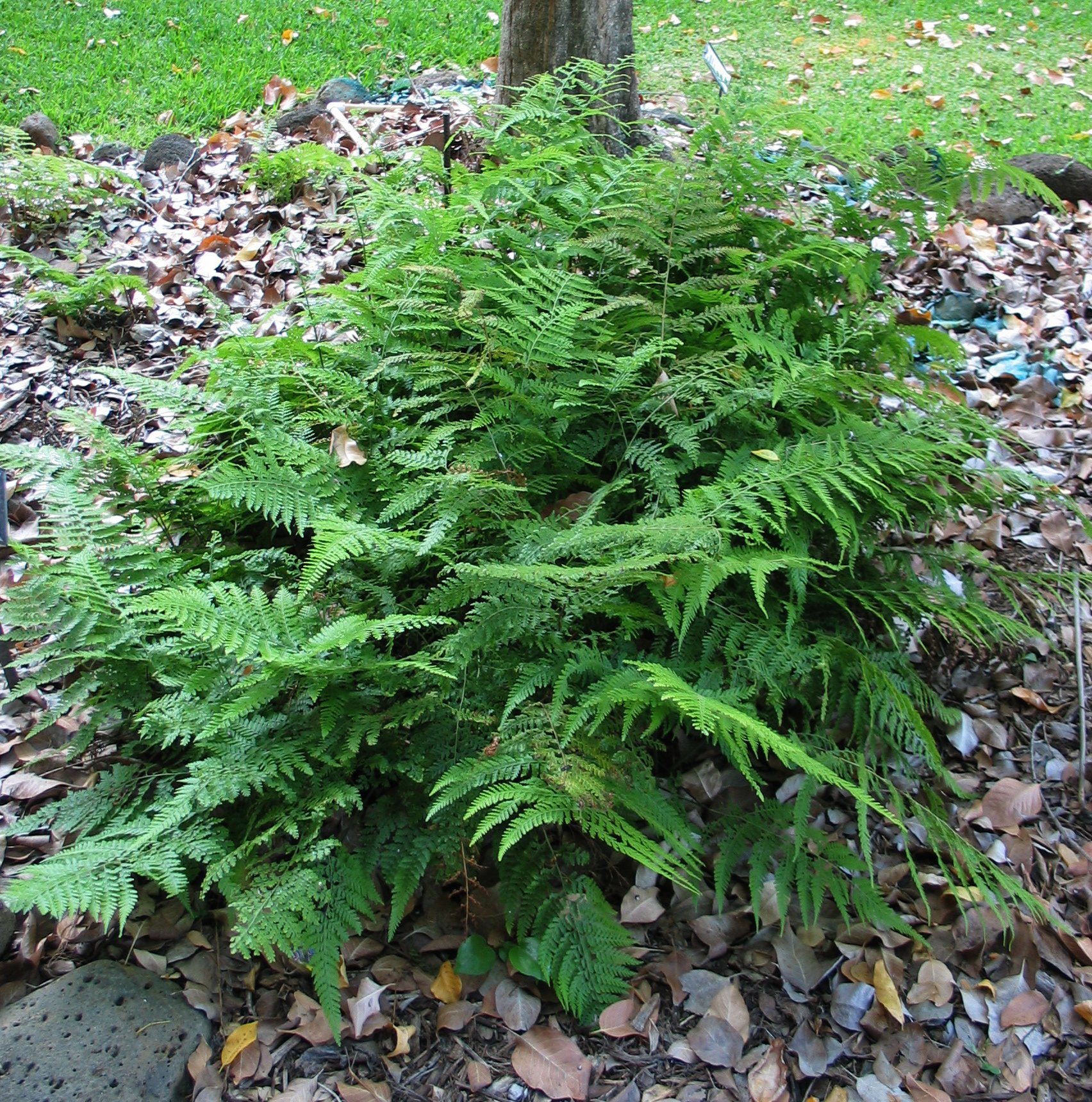
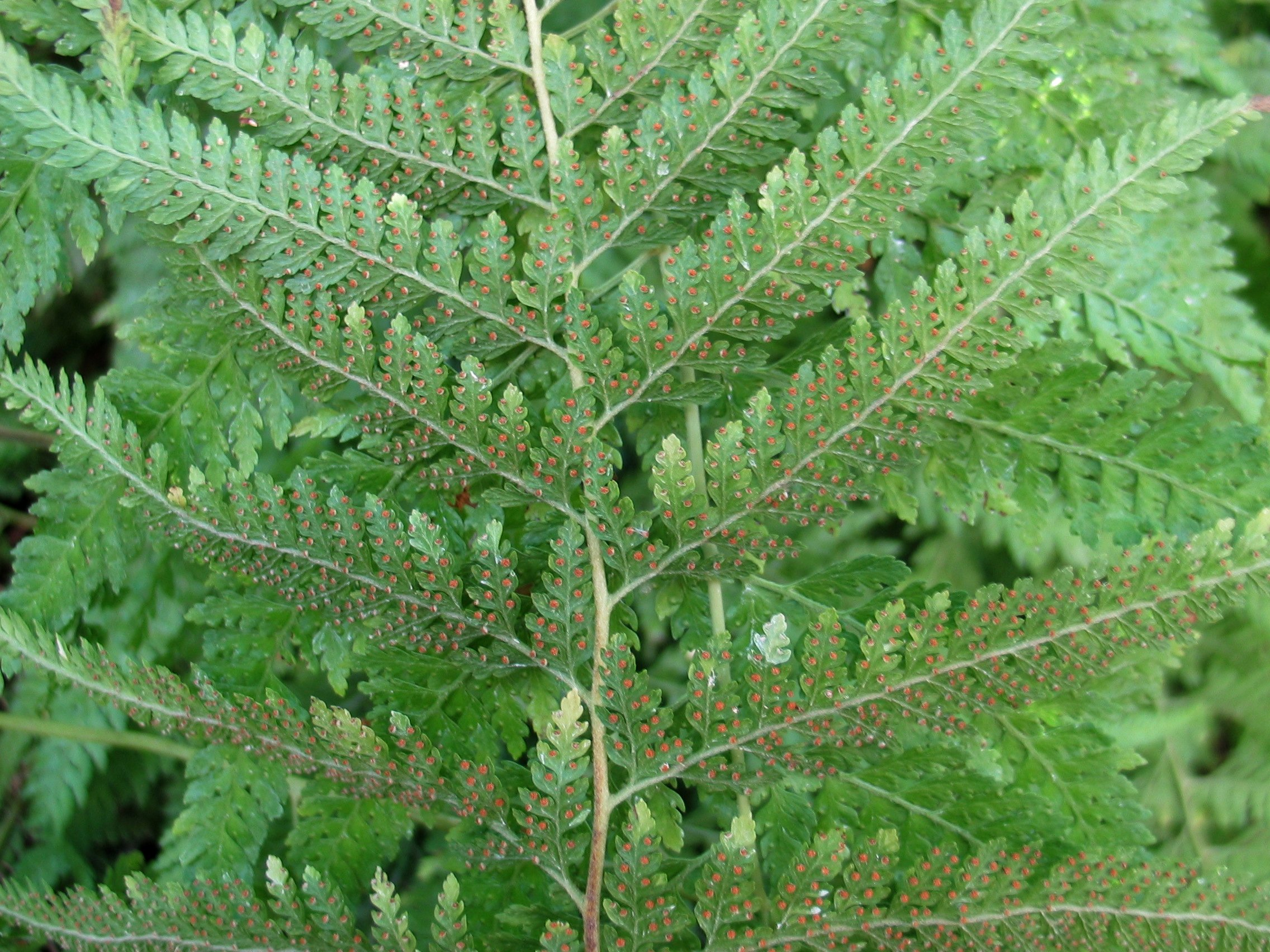
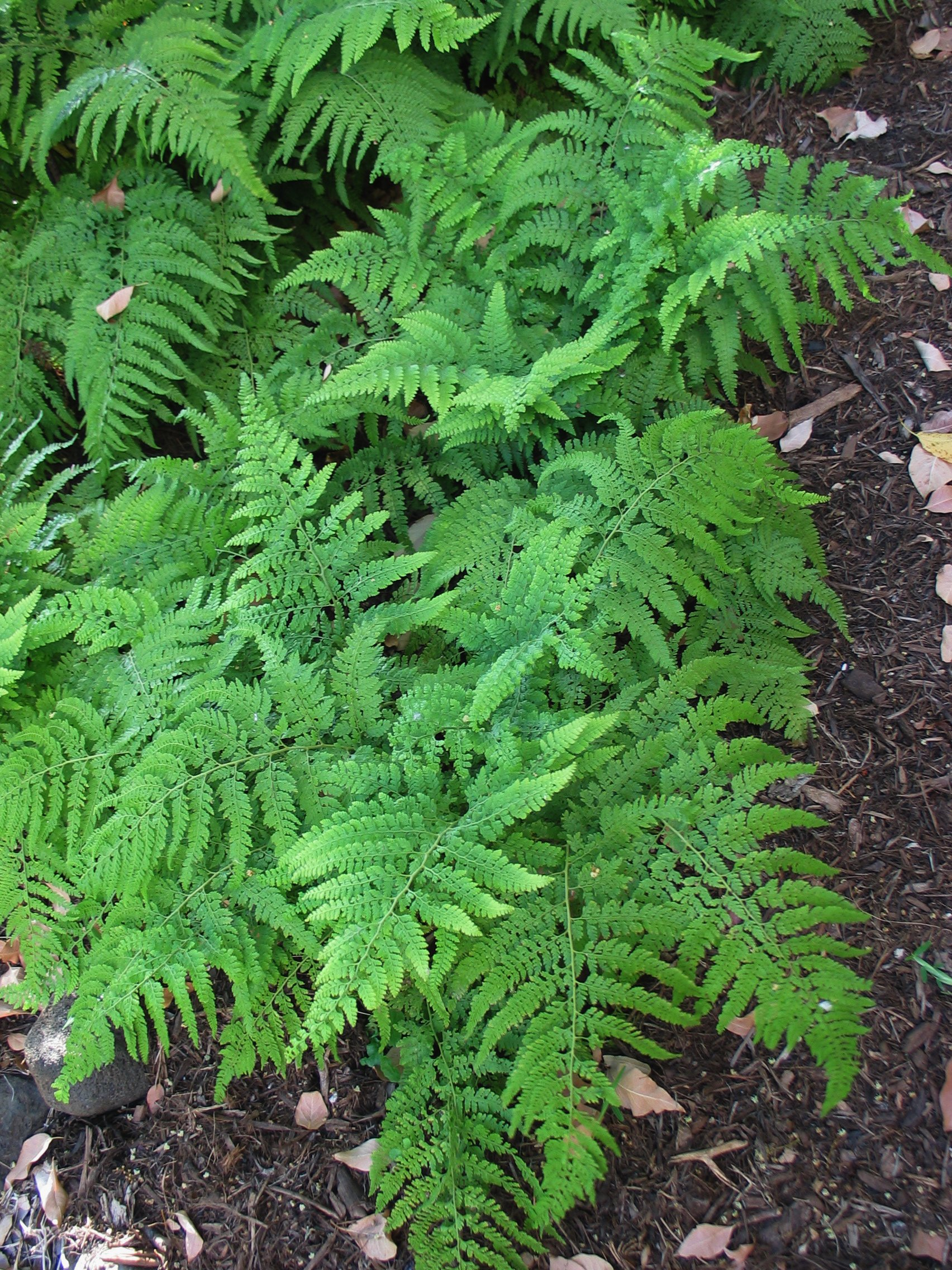